# Emir Preldžič
Emir Preldžič, né le 6 septembre 1987 à Zenica, en république socialiste de Bosnie-Herzégovine, dans la république fédérative socialiste de Yougoslavie, est un joueur turc, slovène d'origine bosniaque. Il mesure 2,06 m et joue aux postes d'ailier et d'ailier fort.

## Biographie
Preldžič commence le basket-ball dans les équipes de jeunes du KK Čelik Zenica en Bosnie-Herzégovine. Il fait ses débuts professionnels avec Čelik Zenica en championnat de Bosnie-Herzégovine lors de la saison 2003–2004. En 2004–2005, il joue avec Triglav Kranj. La saison suivante, il rejoint l'équipe de ligue Adriatique du Slovan Ljubljana. En 2007, il signe un contrat de quatre ans avec le Fenerbahçe Ülkerspor.
Emir Preldžič est sélectionné par les Suns de Phoenix au 57e rang de la draft 2009. Les droits de cette draft sont transférés dans la foulée aux Cavaliers de Cleveland, puis aux Wizards de Washington en février 2010 dans un transfert envoyant Antawn Jamison de Washington à Cleveland.
Preldžič est nommé meilleur joueur de la première journée de la saison régulière de l'Euroligue de basket-ball 2012-2013 avec une évaluation de 31. En décembre 2013, il prolonge son contrat avec Fenerbahçe jusqu'à la fin de la saison 2016-2017.
En juin 2014, il remporte le championnat de Turquie.
En septembre 2016, Preldžič signe un contrat de deux ans avec le Galatasaray SK.

### Équipe nationale
Preldžič fut membre des équipes de jeunes de Slovénie.
Depuis 2011, Emir Preldžič est membre de l'équipe nationale de Turquie.